# Bill Duffy
Bill Duffy est un ancien basketteur et aujourd'hui un agent reconnu de la NBA. Sa compagnie de management BDA Sports Management représente des stars comme Steve Nash, Yao Ming, Baron Davis, Brandon Jennings, Hasheem Thabeet, Rajon Rondo, Darren Collison et Greg Oden. Duffy était à l'origine lui-même un joueur de basket. Après un passage à Santa Clara University durant ses études, il est recruté en 1982 en 5e position par les Denver Nuggets. Il réside actuellement à Walnut Creef, en Californie.